# Krag
Krag er navnet på to uddøde danske uradelsslægter og på flere kendte borgerslægter i Danmark og Norge.

## Våbenskjolde
- Den jyske adelsslægt Krag førte tre sorte krager (2, 1) i sølv felt, på hjelmen en flyvefærdig sort krage.
- Slægten Krag på Sjælland førte en sort krage, oftest siddende på en gren eller på en vindrueklase, i guld felt, på hjelmen en sort krage.

## Personer af slægten (borgerlige og adelige)
- Johannes Krag, biskop i Roskilde
- Niels Krag (1550-1602), dansk historiker
- Erik Krag (1620-1672), dansk gehejmeråd
- Dorothea Krag (1675-1754)
- Jens Otto Krag (1914-1978), dansk statsminister
- Søsser Krag (født 1962), hans datter